# Channel Rock (Südliche Shetlandinseln)
Der Channel Rock (von englisch channel ‚Kanal, Fahrrinne‘; in Argentinien auch Roca Escarceo von spanisch escarceo ‚Umgehung, Ausweichen‘) ist eine Felseninsel im Archipel der Südlichen Shetlandinseln. Er ist der größere zweier Felsen im Norden der McFarlane Strait und liegt 800 m südlich der Meade-Inseln.
Wissenschaftler der britischen Discovery Investigations kartierten und benannten ihn im Jahr 1935.